# Heribert Schulz
Heribert Schulz SJ (* 27. September 1908 in Guttstadt; † 2. März 1945 in Russland) war ein deutscher römisch-katholischer Geistlicher, Jesuit und Märtyrer.

## Leben
Heribert Schulz, Sohn eines Kaufmanns, wuchs im Ermland auf und trat im April 1928 in Mittelsteine (Grafschaft Glatz) in den Jesuitenorden ein. Ab 1930 studierte er in Valkenburg und Frankfurt am Main und wurde am 18. April 1938 zum Priester geweiht. Dann wirkte er als Seelsorger an der Wallfahrtskirche in Heiligelinde, 50 km östlich seiner Geburtsstadt.
Am 20. Februar 1945 wurde er von den russischen Besatzern gezwungen, den Wallfahrtsort zu verlassen. Mit anderen ging es zu Fuß über Rößel nach Rastenburg und von dort weiter auf LKWs nach Insterburg. Dann ging der Transport in Eisenbahnviehwagen (je 100 pro Waggon) in den Nordural. Pater Schulz starb am 2. März auf dem Transport. Bei der Ankunft am 25. März wurden die Leichen (allein 36 in seinem Waggon) im Urwald in ein gesprengtes Loch geworfen.

## Gedenken
Die deutsche katholische Kirche hat Heribert Schulz als Blutzeugen aus der Zeit des Nationalsozialismus in das deutsche Martyrologium des 20. Jahrhunderts aufgenommen.